# Stiphropus melas
Stiphropus melas es una especie de araña del género Stiphropus, familia Thomisidae.

## Distribución
Se distribuye por Costa de Marfil.

## Taxonomía
Fue descrita por Jézéquel en 1966.
Tratamiento taxonómico
La especie aparece registrada y publicada en Araignées de la savane de Singrobo (Côte d’Ivoire). V. – Note complémentaire sur les Thomisidae. Bulletin du Muséum National d’Histoire Naturelle de Paris (2) 37(4, 1965): 613–630.